# Camerton (East Riding of Yorkshire)
Camerton – osada w Anglii, w hrabstwie East Riding of Yorkshire. Leży 13 km na wschód od miasta Hull i 246 km na północ od Londynu.